# Níkos Kazantzákis
Níkos Kazantzákis (em grego: Νίκος Καζαντζάκης) (Heraclião, 18 de fevereiro de 1883 – Friburgo em Brisgóvia, 26 de outubro de 1957) foi um escritor, poeta e pensador grego. Comumente considerado o mais importante escritor e filósofo grego do século XX, tornou-se mundialmente conhecido depois que, em 1964, Michael Cacoyannis realizou o filme Zorba, o Grego baseado em seu romance homônimo (em grego: Βίος και Πολιτεία του Αλέξη Ζορμπά). É também o autor grego contemporâneo mais traduzido.

## Biografia
Kazantzákis nasceu em Megálo Kástro (Μεγάλο Κάστρο, hoje Heraclião) capital da ilha de Creta, em 1883, então uma possessão do Império Otomano.
Em 1902, muda-se para Atenas, onde estuda Direito na Universidade de Atenas. Em 1907, muda-se para França a fim de estudar filosofia em Paris. Lá é influenciado pelos ensinamentos de Henri Bergson. Sua dissertação de 1909, intitula-se "Friedrich Nietzsche sobre a Filosofia do Direito e do Estado".
Ao regressar à Grécia, começa a traduzir obras de filosofia e, em 1914, entra em contato com Ángelos Sikelianós. Juntos viajam durante anos pelos lugares em que floresce a cultura greco-cristã, em grande medida influenciada pelo nacionalismo entusiasta de Sikelianós.
Kazantzákis foi um homem de ação tanto quanto um erudito. "Um homem de verdade é aquele que resiste, que luta e que não tem medo de dizer não, nem mesmo a Deus, quando necessário (Testamento para El Greco)." Sua busca de autenticidade e verdade o levou a atravessar o mundo, percorrendo terrenos perigosos (Guerra dos Bálcãs, Guerra Civil Espanhola, Revolução Russa, Revolução Chinesa). Ia de país em país, de doutrina em doutrina, abraçando causas que tocavam seu coração. Dentre seus objetos de interesse, destacam-se
- A herança grega: Ulisses, Dioniso, Prometeu, Homero, Platão;
- A especificidade cretense: o capitão Michális ("Miguel", personagem do livro Liberdade ou morte, sobre a rebelião dos cretenses contra o Império Otomano, em 1889), El Greco;
- A herança cristã: Jesus, Francisco de Assis, Dante Alighieri;
- Personagens que simbolizaram a resistência: Dom Quixote, Fausto.

Além de Bergson e Nietzsche, seu pensamento sofreu influências variadas, que vão de Lênin a Schweitzer e Buda.
Morreu em 1957 de leucemia, durante sua viagem à Alemanha. Por ter sido excomungado, não foi autorizado que fosse enterrado no cemitério de [[Heraclião], Creta. Foi cremado fora das muralhas da sua cidade, conforme o seu último desejo. A sua campa é plana, com uma cruz de madeira e a citação "Espero por nada. Não temo nada. Estou livre." (Δεν ελπίζω τίποτα. Δε φοβούμαι τίποτα. Είμαι λέφτερος.).

## Obras
Kazantzákis é autor de romances imortais que tratam de temas universais como o amor, a solidão, o pecado, a violência e a hipocrisia. Entre seus principais trabalhos com tradução para o português incluem-se:
- O Cristo Recrucificado
- A Última Tentação
- Zorba, o Grego
- Relatório ao Greco' (Também conhecido como Testamento para El Greco)[2]
- Os Irmãos Inimigos
- Toda Raba
- O Pobre de Deus
- Ascese - os salvadores de Deus
- Liberdade ou Morte

## A Crítica do Conhecimento
Em seu livro “Ascese, os Salvadores de Deus”, Níkos empreende uma crítica à possibilidade humana de ter acesso aos conhecimentos objetivos. Sua posição, próxima à corrente idealista, mostrando como o conhecimento depende muito mais do sujeito que apreende (ser humano) do que do objeto que é apreendido. O conhecimento humano dependeria de nossa forma de perceber, de relacionar nossas percepções e de nossas orientações práticas.